# Gröna nejlikan
Gröna nejlikan (engelska: The Trials of Oscar Wilde, även The Man with the Green Carnation och The Green Carnation) är en brittisk biografisk film från 1960 i regi av Ken Hughes. Filmen är baserad på pjäsen The Stringed Lute av John Furnell och handlar om situationen kring Markisen av Queensberrys förtal av författaren och dramatikern Oscar Wilde samt efterföljande brottmål. I huvudrollerna ses Peter Finch, Lionel Jeffries och John Fraser.

## Rollista i urval
- Peter Finch - Oscar Wilde
- Yvonne Mitchell - Constance Wilde
- Sonia Dresdel - Lady Wilde
- Emrys Jones - Robbie Ross
- Lionel Jeffries - Markisen av Queensbury
- James Mason - Sir Edward Carson
- Nigel Patrick - Sir Edward Clarke
- John Fraser - Lord Alfred Douglas, "Bosie"
- Maxine Audley - Ada Leverson
- Ian Fleming - Arthur
- Laurence Naismith - Prinsen av Wales
- James Booth - Alfred Wood
- Michael Goodliffe - Charles Gill
- Naomi Chance - Lily Langtree